# Рино (тауншип, Миннесота)
Рино (англ. Reno) — тауншип в округе Поп, Миннесота, США. На 2000 год его население составило 355 человек.

## География
По данным Бюро переписи населения США площадь тауншипа составляет 92,9 км², из которых 77,1 км² занимает суша, а 15,8 км² — вода (16,98 %).

## Демография
По данным переписи населения 2000 года здесь находились 355 человек, 125 домохозяйств и 100 семей.  Плотность населения —  4,6 чел./км².  На территории тауншипа расположено 162 постройки со средней плотностью 2,1 построек на один квадратный километр. Расовый состав населения: 99,15 % белых, 0,28 % коренных американцев, 0,28 % азиатов и 0,28 % приходится на две или более других рас.
Из 125 домохозяйств в 39,2 % воспитывались дети до 18 лет, в 74,4 % проживали супружеские пары, в 3,2 % проживали незамужние женщины и в 20,0 % домохозяйств проживали несемейные люди. 16,8 % домохозяйств состояли из одного человека, при том 7,2 % из — одиноких пожилых людей старше 65 лет. Средний размер домохозяйства — 2,84, а семьи — 3,22 человека.
28,2 % населения — младше 18 лет, 7,6 % — в возрасте от 18 до 24 лет, 23,9 % — от 25 до 44, 29,6 % — от 45 до 64, и 10,7 % — старше 65 лет. Средний возраст — 38 лет. На каждые 100 женщин приходилось 121,9 мужчин.  На каждые 100 женщин старше 18 приходилось 117,9 мужчин.
Средний годовой доход домохозяйства составлял 48 000 долларов, а средний годовой доход семьи —  54 000 долларов. Средний доход мужчин —  28 750  долларов, в то время как у женщин — 20 000. Доход на душу населения составил 15 518 долларов. За чертой бедности находились 10,6 % семей и 10,6 % всего населения тауншипа, из которых 9,3 % младше 18 и 21,4 % старше 65 лет.